# Michael Imperioli
Michael Imperioli (sinh ngày 26 tháng 3 năm 1966) là nam diễn viên, biên kịch, nhà văn và nhạc sĩ người Mỹ. Ông được biết đến qua vai Christopher Moltisanti trong phim truyền hình tội phạm The Sopranos (1999–2007) của HBO. Vai diễn mang về cho ông một giải Primetime Emmy năm 2004 cho "Nam diễn viên phụ xuất sắc trong sê-ri phim truyền hình".
Thời mới vào nghề, ông từng tham gia phim Goodfellas (1990) của đạo diễn Martin Scorsese. Sau đó ông đóng nhiều vai phụ trong các phim điện ảnh như Jungle Fever (1991), Bad Boys (1995), The Basketball Diaries (1995), Shark Tale (2004), The Lovely Bones (2009) và One Night in Miami (2020). Imperioli từng đảm nhận vai trò đồng biên kịch với Spike Lee cho phim Summer of Sam (1999). Năm 2008, ông lần đầu đạo diễn, kiêm biên kịch phim điện ảnh The Hungry Ghosts (2008).
Với vai Dominic Di Grasso trong mùa thứ hai của The White Lotus (HBO), ông nhận một đề cử giải Primetime Emmy cho "Nam diễn viên phụ xuất sắc trong sê-ri phim truyền hình". Ở lĩnh vực sân khấu, ông lần đầu ra mắt Broadway trong vở An Enemy of the People (2024) của Henrik Ibsen.

## Tiểu sử
Imperioli sinh ngày 26 tháng 3 năm 1966 tại Mount Vernon, New York. Cha là Dominic Ralph, làm nghề lái xe bus kiêm diễn viên nghiệp dư, còn mẹ là Claire Linda (nhũ danh: Luzzi), cũng là diễn viên nghiệp dư kiêm nhân viên bán hàng. Họ hàng nhà ông là những người di cư từ các vùng Lazio, Sicily, Oriolo, Cosenza, Calabria của Ý tới New York, Mỹ.